# Дракія
Дра́кія (грец. Δράκεια) — село в Греції, в муніципалітеті Агрія ному Магнісія периферії Фессалія.